# ماري آن دون
ماري آن دون (بالإنجليزية: Mary Ann Doane)‏ هي أكاديمية أمريكية، ولدت في 1952.